# Navigator Peak
Navigator Peak är en bergstopp i Antarktis. Den ligger i Västantarktis. Chile gör anspråk på området. Toppen på Navigator Peak är 1 910 meter över havet.
Terrängen runt Navigator Peak är huvudsakligen kuperad. Trakten är obefolkad. Det finns inga samhällen i närheten. 